# هيو كالدر
هيو كالدر هو عسكري كندي، ولد في 25 ديسمبر 1872، وتوفي في 6 أغسطس 1944.